# ريتشارد أوسوليفان
ريتشارد أوسوليفان (بالإنجليزية: Richard O'Sullivan)‏ هو مدرس نيوزيلندي، ولد في 1826، في كيلكيني بأيرلندا وتوفي في 1889.